# Ferdinand Friedensburg
Friedrich Wilhelm Ferdinand Friedenburg (né le 17 novembre 1886 à Schweidnitz, mort le 11 mars 1972 à Berlin) est un homme politique allemand (DDP puis CDU). De décembre 1946 à février 1951, il est adjoint à la mairie du Grand Berlin, puis de Berlin-Ouest. Pendant le blocus, il prend pendant trois mois et demi l'intérim de bourgmestre-gouverneur à la place de Louise Schroeder, malade.

## Biographie
Ce fils d'un juge est très tôt en contact avec la politique. Sa famille est de tendance libérale-conservatrice, son grand-père Ferdinand Julius Ernst Friedensburg est maire de Breslau. Walter (de) est lieutenant-général de l'armée de l'air de l'Empire allemand. En 1889, la famille s'installe à Berlin. Après son abitur, il fait des études en sciences naturelles et humaines ainsi que de jurisprudence à l'université de Marbourg et de Breslau. Après son doctorat de géologie en 1914, il devient assesseur et fait son service militaire dans le 42e régiment d'infanterie.
De retour d'une visite en Amérique en 1914, Friedenburg est détenu à Gibraltar par les Britanniques. Il fait une tentative d'évasion, dans laquelle il casse ses deux jambes. En 1916, ne pouvant plus combattre, il suit un traitement médical en Suisse et travaille à l'ambassade d'Allemagne à Berne.
Après la guerre, il revient à Berlin et se consacre au journalisme. Il devient membre du DDP, commence une carrière politique en tant que président du district de Rosenberg en Prusse occidentale. Il résiste avec souplesse aux grands propriétaires terriens locaux. Puis il est vice-président de la police de Berlin. Il applique avec rigueur les lois de la République de Weimar, réprimant les partis extrémistes de droite et de gauche, ce qui lui vaut une renommée nationale. En raison de la pression des groupuscules nationalistes, il est mis de côté et envoyé en mars 1927 à Cassel. Il s'engage aux côtés de la Reichsbanner Schwarz-Rot-Gold.
À leur arrivée au pouvoir en 1933, les nazis l'excluent de toute fonction. Il retourne alors dans des études minières. En 1935, il est détenu brièvement par la Gestapo.
Après la guerre, à cause de sa neutralité sous le nazisme, Friedensburg n'est pas rappelé en politique. Il prend la direction de la Deutsches Institut für Wirtschaftsforschung. Gueorgui Joukov le nomme en août 1945 président de l'Administration centrale allemande pour l'industrie énergétique pour la zone d'occupation soviétique.
Ferdinand Friedensburg fait partie des cofondateurs de la CDU à Berlin. En raison de conflits avec ses deux vice-présidents communistes Gustav Sobottka (de) et Bergholz, qu'il accuse d'incompétences, il est exclu en raison de sa passivité sous le nazisme. En octobre 1946, des élections municipales ont lieu à Berlin. Le conseil municipal le nomme adjoint au maire du Grand Berlin le 5 décembre 1946.
Quand Louise Schroeder doit partir de Berlin pour se soigner à Hambourg le 14 août 1948, Ferdinand Friedensburg prend son intérim. Le 30 novembre 1948, un rassemblement organisé par le SED à l'Admiralspalast proclame un "magistrat démocratique provisoire", en l'occurrence Friedrich Ebert. Le commandement soviétique reconnaît ce nouveau conseil comme le seul légitime. Lorsque Friedensburg veut entrer dans la zone est, la Volkspolizei l'en empêche. La scission de Berlin est proclamée le 1er décembre 1948.
Louise Schroeder reprend alors ses fonctions officielles. Les nouvelles élections municipales ne peuvent avoir lieu qu'à Berlin-Ouest. Le général Alexander Georgijewitsch Kotikow (de) les interdit à l'est. Malgré la victoire absolue du SPD, la coalition entre la CDU et le LDPD est maintenue, Friedensburg est réélu. Mais en décembre 1950, il n'entre pas au Sénat de Berlin et se retire en février 1951.
En février 1952, il entre au Bundestag et en fait partie pendant trois législatures jusqu'en 1965. De 1953 à 1957, il est vice-président de la commission parlementaire pour la protection de la Constitution et de 1957 à 1961 président du "Comité électoral conformément au § 6 de la loi sur le Tribunal constitutionnel fédéral du 12 mars 1951".
Il est également élu du 27 février 1958 au 21 décembre 1965 au Parlement européen.
À côté de sa carrière politique, il développe la DIW en tant que président de 1945 à 1968, et la société de géographie de 1964 à sa mort. Il participe à la construction de l'Université Humboldt de Berlin. Il a appuyé la formation de Fraternité mondiale, un mouvement civique transnational fondé par des chrétiens et des juifs luttant notamment contre l'antisémitisme, dès sa formation à Paris en 1950; il préside sa section allemande dans les années 1950. En 1969, il commence à rédiger ses mémoires.
En 1956, il reçoit la croix de grand officier de l'ordre du Mérite de la République fédérale d'Allemagne puis celle de grand commandeur en 1961. L'université de Wayne State et l'université Columbia lui donnent un doctorat honoris causa.